# Emma Zimmer
Emma Anna Maria Zimmer z domu Mezel (ur. 14 sierpnia 1888 w Schlüchtern, zm. 20 września 1948 w Hameln) – niemiecka nadzorczyni SS (SS-Aufseherin) w hitlerowskim obozie koncentracyjnym Ravensbrück; zbrodniarka wojenna.

## Życiorys
Zimmer należała do personelu obozu KZ Ravensbrück od roku 1939. Od 1 lipca 1941 roku była członkinią NSDAP. 1 czerwca 1943 roku awansowała do stopnia SS-Aufseherin (nadzorczyni). 
Pełniła służbę jako strażniczka w bunkrze (bloku karnym), w którym więźniarki odbywały kary nałożone przez władze obozowe. Zimmer była znana w obozie z brutalności i sadyzmu. Była też alkoholiczką. Z tego też powodu lub też z powodu podeszłego wieku (do pomocniczej służby w SS przyjmowano kobiety w wieku 18–45 lat) została w styczniu 1945 roku odwołana ze służby w Ravensbrück.
W trakcie siódmego procesu załogi Ravensbrück Emma Zimmer skazana została 21 czerwca 1948 roku przez brytyjski Trybunał Wojskowy na karę śmierci. Wyrok przez powieszenie wykonano w więzieniu Hameln 20 września.